# St. Magnus (Sommersberg)

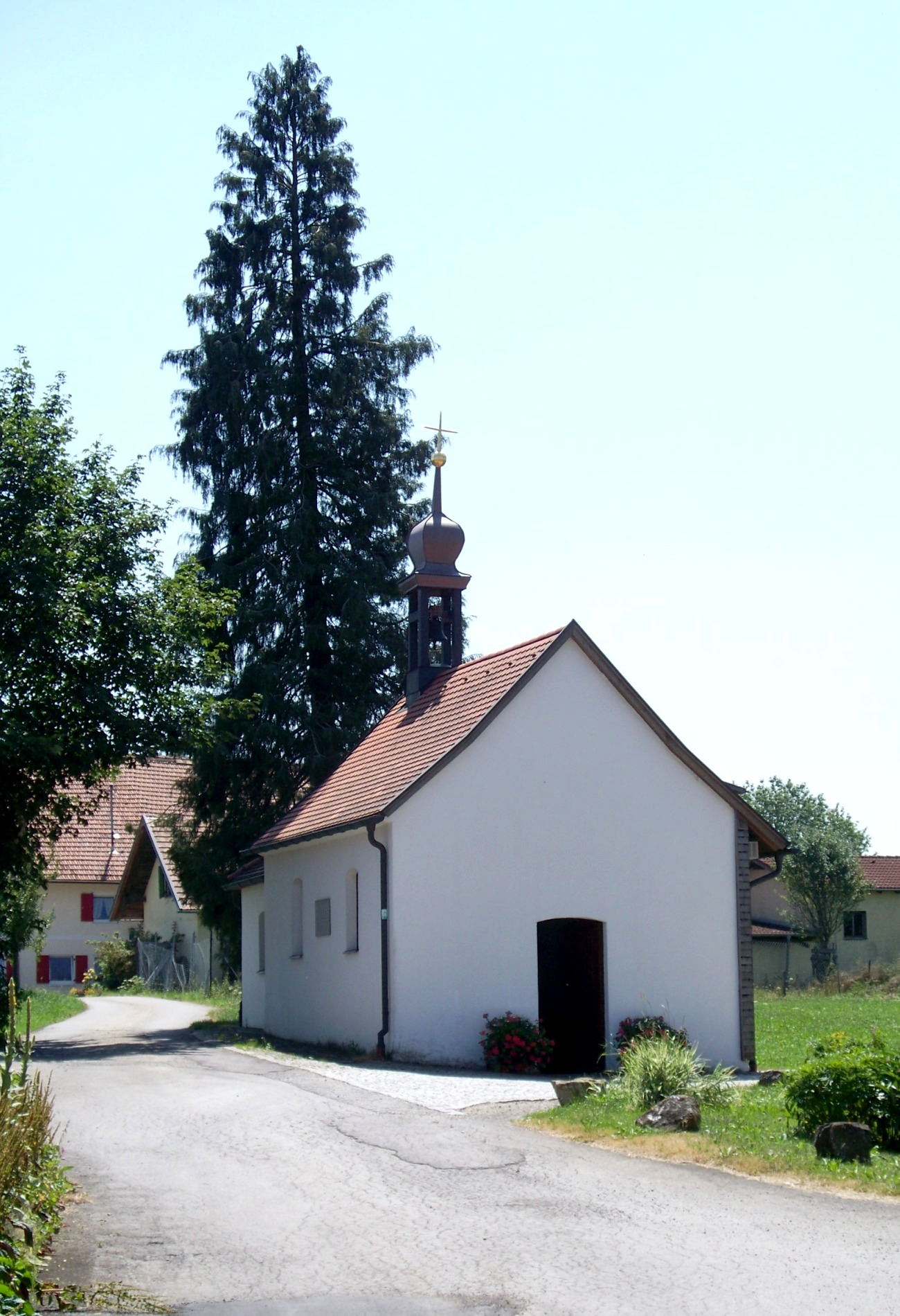
Kapelle St. Magnus in Sommersberg

Die römisch-katholische Kapelle St. Magnus befindet sich in Sommersberg, einem Ortsteil von Dietmannsried im Landkreis Oberallgäu in Bayern. Die Kapelle steht unter Denkmalschutz.

## Geschichte und Baubeschreibung
Errichtet wurde die Kapelle vermutlich im späten 18. Jahrhundert. Sie besteht aus einem Langhaus mit Flachdecke, an das sich ein eingezogener, dreiseitig geschlossener Chor mit Tonnengewölbe anschließt. Der Übergang von Langhaus zu Chor findet durch einen runden Chorbogen statt. Gedeckt ist die Kapelle mit einem Satteldach. Auf diesem befindet sich auf der Ostseite ein moderner Dachreiter. Sowohl die Fenster wie auch der Eingang auf der Westseite sind stichbogig.

## Ausstattung

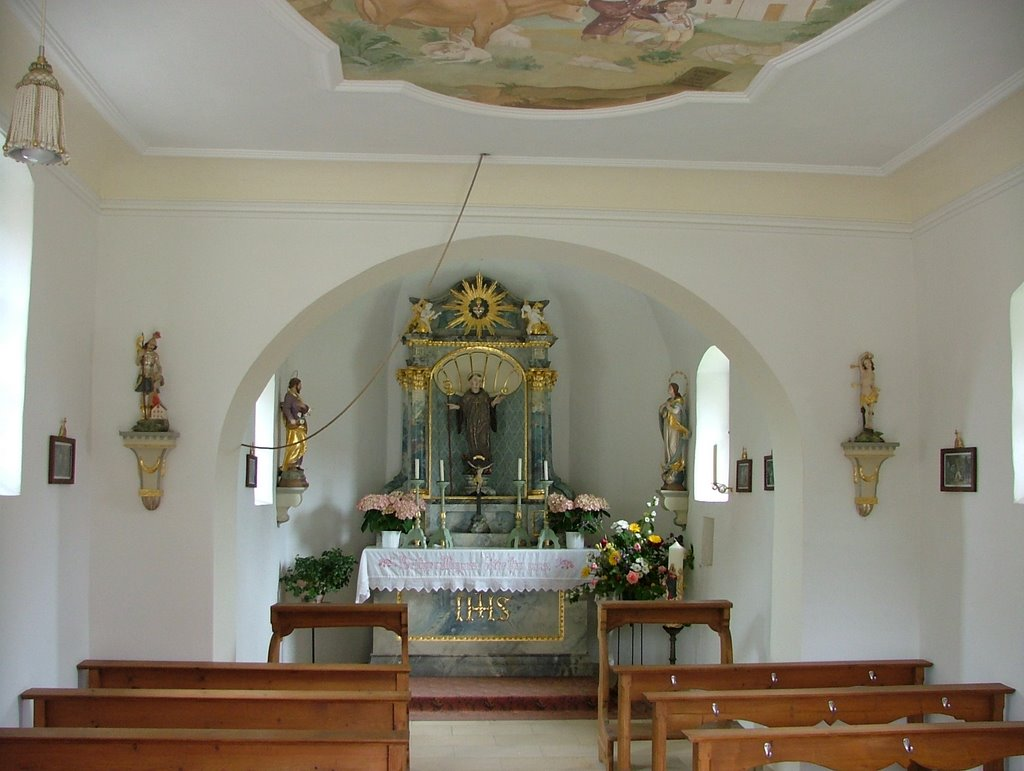
Innenansicht der Magnuskapelle

Auf dem Altar befindet sich in einer Muschelnische die Figur des heiligen Magnus. Diese wird von zwei Freisäulen flankiert. Im Gebälk des kleinen Altares befinden sich zwei barocke Putten. Mehrere gefasste Holzfiguren befinden sich in der Kapelle. In weiß-goldener Fassung aus dem Jahr 1780/1790 stammt die Figur des heiligen Sebastian. In gleicher Fassung, jedoch aus der Zeit um 1760, stammen die Figuren des heiligen Joachim und der heiligen Anna. Die Figuren der heiligen Notburga und des heiligen Aloysius stammen aus dem 18. Jahrhundert. Das Deckengemälde schuf Gebhard Eyerschmalz von Reicholzried.